# Malayer
Malayer er en hønserace, der stammer fra Indien.
Hanen vejer 3,5-4,5 kg og hønen vejer 2,5-3,5 kg. De lægger årligt 100 brungule æg. Racen findes også i dværgform.

## Farvevariationer
- Guldsort
- Hvedefarvet
- Rødsadlet